# Leasing nieruchomości
Leasing nieruchomości – jedna z mniej popularnych form leasingu. Stosuje się go podczas finansowania budowy czy zakupu nieruchomości przeznaczonych do celów komercyjnych. Leasing jest podobny do umowy najmu, lecz z reguły zawiera się go na dłuższy okres, a w umowie leasingu zapisywane jest prawo do zakupienia leasingowanego przedmiotu przez leasingobiorcę (osobę, która "najmuje" daną nieruchomość) po z góry ustalonej kwocie po upływie określonego czasu. Pierwsze tego typu transakcje miały miejsce w Polsce pod koniec lat 90.

## Schemat działania
Przedsiębiorstwo leasingowe nabywa nieruchomość, którą następnie przekazuje danemu przedsiębiorstwu (leasingobiorcy) w użytkowanie. Leasingobiorca co miesiąc opłaca raty leasingowe. W zależności od postanowień umowy po okresie trwania umowy leasingobiorca może przejąć nieruchomość na własność bezpłatnie lub za stosunkowo niewielką należnością. Przedsiębiorstwa korzystają z tej formy między innymi dzięki możliwości zaliczenia całości lub części rat do kosztów uzyskania przychodu.
Przykładowo w leasing nieruchomości można wziąć powierzchnie biurowe, magazyny czy hale produkcyjne.

## Rodzaje
Często spotyka się leasing nieruchomości w formie zwrotnej (leasing zwrotny). Aby uzyskać dodatkowe środki finansowe przedsiębiorstwo posiadające prawa do danej nieruchomości sprzedaje je firmie leasingowej, przy czym tworzona jest umowa zezwalająca na jej dalsze używanie przez pierwotnego właściciela.
Nieruchomość można wziąć w leasing finansowy – leasingobiorca przejmuje wtedy nieruchomość po spłacie wszystkich rat. W tym przypadku to on zajmuje się amortyzacją nieruchomości. W analogicznej sytuacji przy leasingu operacyjnym to leasingobiorca decyduje o ewentualnym wykupywaniu nieruchomości za ustaloną w umowie sumę lub zrezygnowaniu z takiej możliwości (tutaj leasingodawca odpowiada za amortyzację).